# Mus cypriacus
El ratón chipriota o ratón de Chipre (Mus cypriacus) es una especie de roedor miomorfo de la familia Muridae endémica de Chipre y el único mamífero terrestre descubierto en Europa en los últimos cien años.

## Hallazgo y distribución
El ratón fue descubierto por el científico francés Thomas Cucchi de la Universidad de Durham en el año 2004, y descrito con más precisión en 2006. Se encuentra únicamente en la isla de Chipre, concretamente en las montañas Troodos, la principal cordillera chipriota.

## Hábitat y características
Habita en los campos, zonas con arbustos y viñedos entre los 100 y los 900 metros sobre el nivel del mar, siendo de mayor tamaño que los ratones comunes.

### Otras fuentes
- Artículo de la edición digital del diario español "El País", publicado el 13/10/2006.
- Artículo de la edición digital del diario español "El Mundo", publicado el 13/10/2006
- Bonhomme, F., Orth, A., Cucchi, T., Hadjisterkotis, E., Vigne, J.-D. and Auffray, J.-C. 2004. Découverte d'une nouvelle espèce de souris sur l'île de Chypre. Comptes Rendus Biologies 327: 501-507.
- Cucchi, T., Orth, A., Auffray, J.-C, Renaud, S., Fabre, L., Ctalan, J., Hadjisterkotis, E., Bonhomme, F. and Vigne, J.-D. 2006. A new endemic species of the subgenus Mus (Rodentia, Mammalia) on the Island of Cyprus.
- Cucchi, T., Vigne, J.-D. and Auffray, J.-C. 2005. First occurrence of the house mouse (Mus musculus domesticus SCHWARTZ & SCHWARTZ, 1943) in Western Mediterranean: a zooarchaeological revision of sub-fossil house mouse occurrences.